# Мустафа Найєм
Мустафа́-Масі́ Найєм (пушту مصطفى‎‎‎ نعیم‎; 28 червня 1981, Кабул, Афганістан) — український політик пуштунського походження, народний депутат України VIII скл.
З 4 серпня 2021 року — заступник міністра інфраструктури України.
З 31 січня 2023 року до 18 червня 2024 року — голова Державного агентства відновлення та розвитку інфраструктури.
З вересня 2024 року — старший радник із питань боротьби з корупцією та відновлення інфраструктури у проекті Promoting Integrity in the Public Sector Activity (Pro-Integrity), який фінансується урядами США та Великої Британії.
Журналіст, співзасновник і головний редактор Громадського телебачення, раніше — спеціальний кореспондент газети «Коммерсантъ Украина», редактор сайту Українська правда, активіст журналістського руху «Стоп цензурі!»

## Життєпис

### Ранні роки
Мустафа Найєм народився 28 червня 1981 року в Кабулі. Етнічний пуштун, рідна мова — дарі.
Батько — Мухаммад Наїм — заступник міністра освіти Афганістану 1976 року.
Мати — Латіфа Розаі, викладач математики. Померла в грудні 1984 року після пологів молодшого сина — Масі-Мустафи Найєма.
1986 року батько Мухаммад Наїм переїхав до Москви, де написав дисертацію на здобуття наукового ступеня кандидата психологічних наук в Академії психологічних наук Національної Академії Наук СРСР. Там він зустрів свою майбутню дружину — українку Валентину Колечко, з якою одружився в 1990 році.
1989 року батько забрав Мустафу до Москви, де той провчився рік у початковій школі.
1991 року разом з батьком Мустафа переїхав до Києва, де проживала названа мати Валентина Колечко.

### Освіта
- 1991—1999 роки — навчався в СШ № 61 Києва.
- 1998 рік — закінчив Технічний ліцей Шевченківського району Києва.
- 2004 рік — одержав диплом інженера з інформаційно-вимірювальної техніки, закінчивши Факультет авіаційних і космічних систем КПІ.
- 2001 рік — випускник «Міжнародної академії журналістики Intajour[en]» (Німеччина, Гамбург), в якій навчають за десятимісячною навчальною програмою «Журналістика в цифровому світі».
- У липні 2014 року — учасник Програми літніх стипендіатів Дрейпер Гілз (Draper Hills Summer Fellows) Стенфордського університету[5], яка щорічно проводиться в Центрі демократії, розвитку та верховенства закону.
- 2016 — вступив до Інституту післядипломної освіти КНУ ім. Шевченка на юридичний факультет за спеціальністю «Правознавство».

### Кар'єра

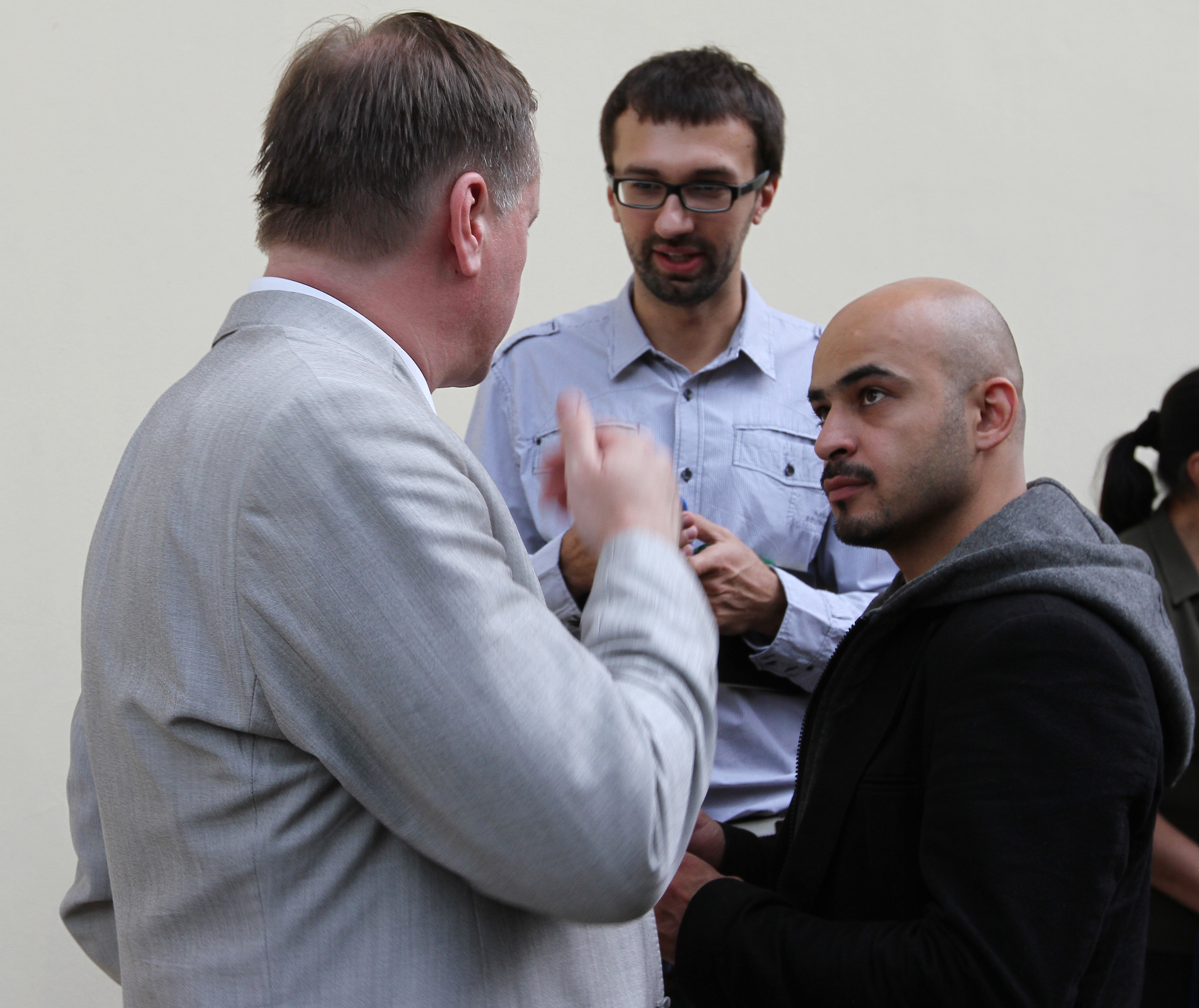
Найєм із Сергієм Лещенком і Тарасом Чорноволом, 6 липня 2011

Після Київського політехнічного інституту Мустафа грав на ударних у музичному гурті, що виступав у київських кафе, потім грав у театрі «Чорний квадрат».
У вересні 2004 року почав журналістську кар'єру, ставши кореспондентом відділу політики в інформаційному агентстві «Контекст Медіа».
З липня 2005 року до червня 2007 року працював кореспондентом російськомовної української версії газети «Коммерсантъ».
З січня 2006 року був кореспондентом і автором журналістських розслідувань інтернет-видання «Українська правда».
З червня 2007 року — редактор-спецкореспондент програми «Свобода Савіка Шустера» на телеканалі «Інтер», яка в 2008 році переїхала на телеканал «Україна» і змінила назву на «Шустер LIVE». Згодом Савік Шустер заснував компанію «Савік Шустер Студія», яка займається виробництвом аналітичних ток-шоу, Найєм став одним з працівників (редактором) у цій фірмі. Веде блог на «Українській правді».
У листопаді 2009 року «Савік Шустер Студія» з каналом ТВі почала спільний проєкт — програму «Чорне та біле», ведучим якого став саме Мустафа. Вийшло близько 40 випусків.
22 грудня 2010 Мустафа оголошує про розірвання всіх угод з продакшен-компанією «Савік Шустер Студія», в тому числі агентської угоди та договору із «Шустер LIVE», зазначивши, що це відбулося за обопільною згодою, без конфліктів і з перспективою на майбутнє співробітництво.
У січні 2011 року продовжив співпрацю з продакшен-компанією «Савік Шустер Студія» на гонорарній основі і став ведучим і автором нової програми «After live» на «Першому національному» про політичне ток-шоу «Шустер LIVE» за лаштунками.
У лютому покинув проєкт через те, що з програми вирізали синхрон Савіка Шустера про розмову з Сергієм Льовочкіним про перехід Шустера на «Перший національний». Сам Шустер пояснив заяву Найєма пошуками «ворогів з високим рейтингом» і запевнив, що «After live» залишиться в ефірі, але з іншим ведучим — Георгієм Тихим.
У вересні 2011 року Мустафа став ведучим власної щоденної програми «Сьогодні. Про головне» на каналі «ТВі», в якій брав інтерв'ю на теми дня.
У грудні 2011 року відкрив фотовиставку «Один суд часів Віктора Януковича», де були представлені чорно-білі фотографії, відзняті Мустафою на телефон під час судових засідань в Печерському суді у справі проти Юлії Тимошенко. Роботи були виставлені в Києві і в Парижі.
У травні 2012 року став ведучим на каналі «ТВі» ток-шоу «Сьогодні про головне» із Ілоною Довгань.
З 2019 по 2021 рік працював заступником генерального директора ДК «Укроборонпром».
З 4 серпня 2021 року — заступник міністра інфраструктури України.
З 31 січня 2023 року — Голова Державного агентства відновлення та розвитку інфраструктури, утвореного на базі колишнього Укравтодору, через яке мала спрямовуватися допомога міжнародних організацій та держав для відбудови та розвитку інфраструктури України.
10 червня 2024 року написав заяву на звільнення, пояснивши це зниженням бюджетів на відновлення та зарплати працівників агентства і створенням штучних бюрократичних перешкод. 18 червня Кабінет Міністрів України звільнив Найєма.

### Затримання (2010)
13 грудня 2010 року Найєма затримали співробітники «Беркуту» під приводом затримання «особи кавказької національності». Того ж дня його відпустили з Подільського райвідділу міліції. 14 грудня 2010 року він написав статтю «Ксенофобія не повинна стати обличчям української національності» з описом подій і вимогою звільнити співробітника, який його затримав і не перепросив. 16 грудня завершилося службове розслідування, яке встановило, що міліціонер дозволив собі некоректні висловлювання на його адресу, за що пізніше дістав сувору догану.

### Перші онлайн-марафони
У лютому 2012 року Мустафа став ініціатором і продюсером проведення перших в Україні онлайн інтернет-марафонів. В онлайн-режимі журналісти, письменники, художники і музиканти підводили альтернативні підсумки президентства Віктора Януковича. Проєкт був ініційований творчим об'єднанням «Четверта Студія».
Перший онлайн інтернет-марафон мав назву «Віктор Янукович. Рік перший». Його модераторами стали журналісти Сакен Аймурзаєв, Валерій Калниш, Сергій Лещенко, Мустафа Найєм, Наталія Соколенко, Олександр Чаленко. Гостями проєкту були письменники брати Капранови, Оксана Забужко, Ірена Карпа, журналісти Євген Кисельов, Олександр Мартиненко, Савік Шустер, блогер Володимир Нестеренко і дизайнер Віктор Анісімов. Також спеціальним гостем став колишній президент Віктор Ющенко.
Ще одним онлайн інтернет-марафоном став «Революція. 7 років потому», де обговорювали події Помаранчевої революції і аналізували її наслідки.
У третьому онлайн-марафоні «Віктор Янукович. Два роки умовно» журналісти провідних українських ЗМІ підсумовували результати дворічного перебування Віктора Януковича на посаді президента України.
Заключним став онлайн-марафон «Віктор Янукович. Рік третій. Покращення», де журналісти, експерти, а також громадські діячі підводили неофіційний підсумок чергового року часів президентства Віктора Януковича.

### Конфлікт та звільнення з телеканалу «ТВі»
У квітні 2013 року інвестора каналу Костянтина Кагаловського прес-служба ТВі поставила до відома, що він більше не пов'язаний з каналом. Новим власником став Олександр Альтман. Також було звільнено генерального директора ТВі Наталю Катеринчук, її посаду зайняв Артем Шевченко. Нове керівництво заявило, що попередній власник планував продати канал бізнесменам, пов'язаним з владою. Однак сам Кагаловський називав це рейдерським захопленням і мав намір повернути собі контроль над каналом.
У цей час Найєм очолив профспілку журналістів телеканалу ТВі. У відповідь на факти цензури та втручання у професійну діяльність журналістів з боку нового керівника телеканалу в особі Артема Шевченка колективом ТВі був розпочатий страйк задля можливих переговорів з новим керівництвом каналу та вирішення конфліктної ситуації.
Можливість переговорів була зірвана втручанням керівника ТОВ «Інтерпрофіт» Олегом Радченком, який письмово поставив ультиматум із забороною виходу в ефір Мустафи Найєма під загрозою звільнення. Співробітники каналу сприйняли ці погрози як тиск на весь колектив, після чого ними було прийнято рішення звільнитися.
Таким чином, у квітні 2013 року у зв'язку з приходом лояльного до Януковича менеджера каналу Найєм покинув редакцію разом з більшою частиною співробітників.
У травні 2013 року він став одним з ініціаторів створення інтернет-телеканалу «Громадське телебачення», який вже через шість місяців — 22 листопада 2013 року — вийшов у перший ефір.
У червні 2014 року з журналістом і оператором Богданом Кутєповим став автором і продюсером циклу документальних фільмів «Схід» про події на фронті і документального фільму «Контакт» про обмін полоненими і життя людей в окупованому Донецьку.

## Революція гідності
За однією з версій, Мустафа був одним із перших, хто закликав українців вийти на Майдан Незалежності в листопаді 2013 року на знак протесту проти рішення уряду Азарова відкласти підписання угоди про асоціацію з ЄС.
21 листопада 2013 року у Facebook Мустафа написав: «Гаразд, давайте серйозно. Ось хто сьогодні до півночі готовий вийти на Майдан? Лайки не рахуються. Тільки коментарі під цим постом зі словами „Я готовий“. Як тільки набереться більше тисячі, будемо організовуватися». За годину після публікації кількість охочих вийти на Майдан сягнула понад тисячі. Готовність також виявили Юрій Луценко та Арсен Аваков, журналісти Ольга Мусафірова і Олена Білозерська.
Увечері того ж дня Мустафа написав: «Зустрічаємося о 22:30 під монументом Незалежності. Одягайтеся тепло, беріть парасольки, чай, каву, гарний настрій і друзів». Надалі акція стала масовою, отримавши назву «Євромайдан», а в подальшому — «Революція гідності». Протягом перших семи днів Найєм очолював неформальний координаційний центр Євромайдану, до якого також входили Світлана Заліщук, Вікторія Сюмар, Єгор Соболєв та інші.
24 листопада 2013 року виступив із єдиною своєю промовою на Майдані, де закликав українців боротися за європейське майбутнє і спрогнозував, що майбутнім президентом стане політик, готовий підписати угоду про асоціацію з ЄС.
27 листопада 2013 року оголосив, що лишатиметься на Майдані як журналіст, висвітлюючи події як кореспондент «Громадського телебачення» і «Української правди».
20 березня 2014 року був одним з перших журналістів, які опублікували фотографію снайпера на вул. Інститутській, звідки вівся вогонь по протестувальниках на Майдані.

## Політика

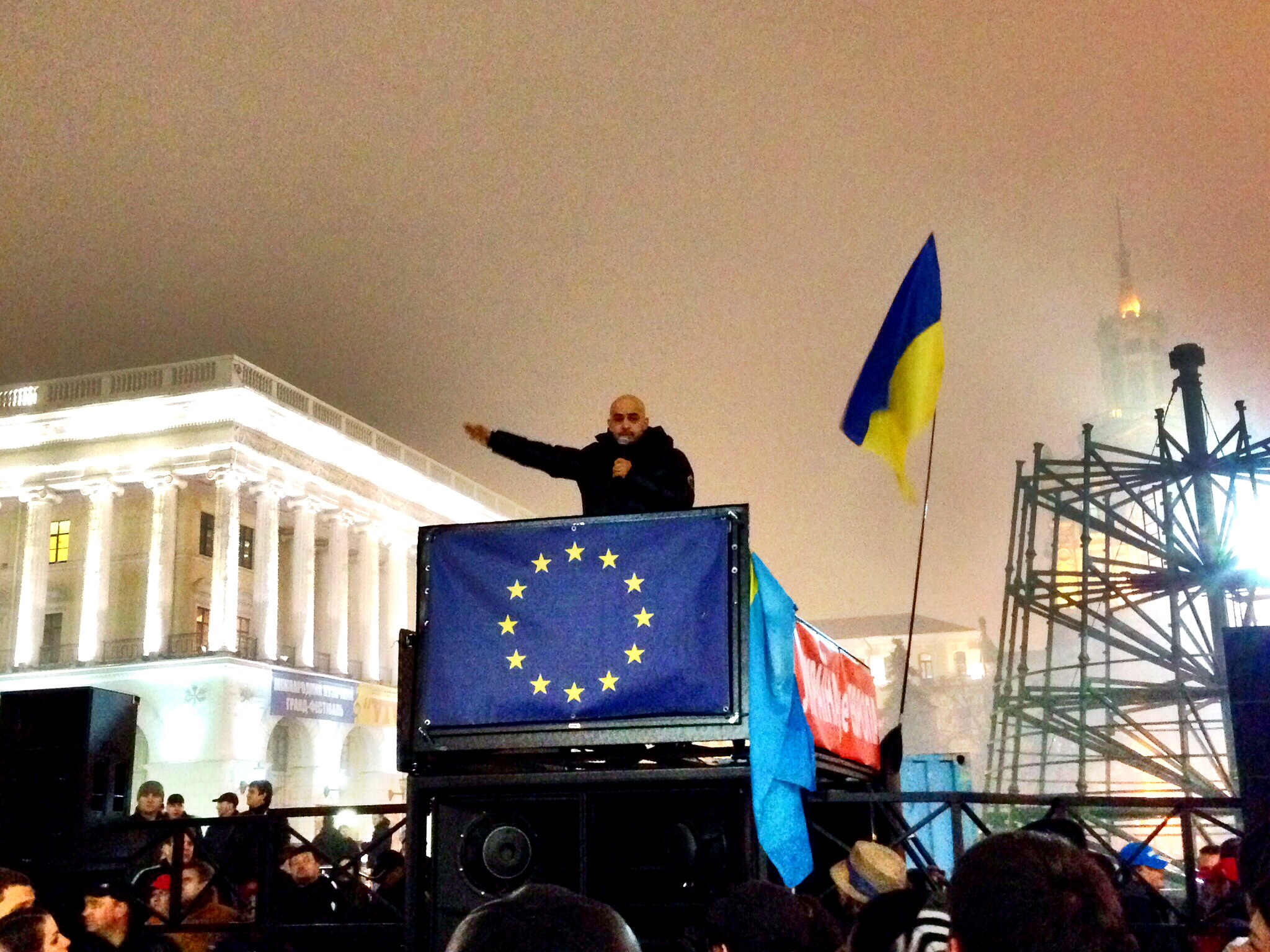
Мустафа на Євромайдані в листопаді 2013 року

У липні 2013 року, під час навчання в Стенфордському університеті, після спілкування з Френсісом Фукуямою про країни з перехідною демократією, Мустафа зайнявся політикою.
У вересні 2014 року оголосив про участь у парламентських виборах і закінчив журналістську кар'єру. Посів № 20 місце у виборчому списку партії БПП «Солідарність». Під час кампанії кілька тижнів провів на в.о. № 102 на Кіровоградщині, агітуючи проти Олеся Довгого.
Пройшовши до Верховної ради, став заступником голови фракції «Блоку Петра Порошенка» і членом Комітету з питань європейської інтеграції. В парламенті працював над законопроєктами щодо антикорупційної та правоохоронної діяльності та був автором законопроєктів:
- про охорону громадського порядку і державного кордону[38];
- про діяльність Державного бюро розслідувань[39];
- про забезпечення прозорості та законності комунікації з суб'єктами владних повноважень[40];
- про перевірку водіїв транспортних засобів на стан сп'яніння[41];
- про тимчасово окуповану РФ територію України[42];
- про прокуратуру (щодо особливостей функціонування Кваліфікаційно-дисциплінарної комісії прокурорів протягом перехідного періоду)[43];
- про фінансування діяльності центрів надання адміністративних послуг[44];
- про Національну поліцію (щодо ідентифікації поліцейських)[45];
- щодо діяльності Державного бюро розслідувань[46];
- про Національне бюро фінансової безпеки України[47];
- щодо удосконалення процедури проведення експертиз[48];
- щодо посилення відповідальності за злочини, вчинені проти статевої свободи та недоторканності малолітньої чи малолітнього[49].

3 жовтня 2017 року Найєм у рамках круглого столу з питання проведення виборів на Донбасі заявив, що виступає за вибіркове надання права голосу на місцевих виборах переселенцям, бо серед них є прихильники сепаратистів.
У червні 2018 року підтримав відкритий лист діячів культури, політиків і правозахисників із закликом до світових лідерів виступити на захист ув'язненого у Росії українського режисера Олега Сенцова й інших політв'язнів.

## Співпраця з патрульною поліцією

### Запуск патрульної поліції в Ужгороді та Мукачеві
2015 року Найєм увійшов до складу членів Колегії МВС України. У липні 2015 року був призначений куратором запуску нової патрульної поліції на Закарпатті. В Ужгороді та Мукачеві за підсумками конкурсу, було подано 15,5 осіб на місце. Це був другий результат по країні після Києва. Серед охочих стати поліцейськими в Закарпатті було 61,6 % з вищою освітою, діючих співробітників міліції — 8,4 %.
Всього було подано 3564 анкети. Останню — 3564-ю анкету Мустафа Найєм подав сам, пояснюючи це так: «Зачем я это сделал? Я считаю невозможным изменить систему правоохранительных органов, не зная и не интересуясь ее азами. Это неуважительно к людям, которые уже посвятили себя работе в полиции, а приобретение таких знаний и опыта, уверен, помогут мне в дальнейшем. Патрульно-постовая служба — это первая ступень в системе, и я хочу знать и понимать, как и чему учатся будущие полицейские. Не с чьих-то слов, а сам».

### Запуск патрульної поліції в Івано-Франківську, Чернівцях, Слов'янську, Краматорську
2 вересня 2015 року Найєма було призначено керівником запуску патрульної поліції в Івано-Франківську, Чернівцях, Слов'янську і Краматорську. У Чернівцях відбір пройшли та закінчили навчання 342 поліцейських, серед яких чверть становили жінки.
Понад 85 % патрульних Чернівців мали вищу освіту, також серед них 18 кандидатів в майстри спорту та 3 майстри спорту. Серед нових поліцейських також були 35 учасників АТО.
26 вересня 2015 року було почато набір кандидатів в патрульну поліцію Краматорська і Слов'янська. Оскільки бойові дії на Сході України почалися саме з цих міст, то запуск нової поліції був «символічним». Всього було подано у Краматорську і Слов'янську понад 1200 анкет, з яких конкурсний відбір пройшли та успішно закінчили навчання 149 поліцейських.
14 травня 2017 року було запущено Патрульну поліцію Краматорська і Слов'янська. 198 патрульних поліцейських склали присягу на вірність українському народові, а очолив нову структуру учасник АТО, капітан поліції Олександр Малюк. З тих пір екіпажі патрульної поліції стали невід'ємною частиною життя міст.

### Запуск патрульної поліції в Маріуполі
5 листопада 2015 року було розпочато відбір патрульних поліцейських в Маріуполі. Загалом зібрали 3076 анкет, з яких 35,6 % — жінки, а відсоток чинних співробітників правоохоронних органів становив рекордний показник по країні — 3,8 %. Конкурс на одне місце склав 6,4 особи на місце.
30 травня 2016 року 172 маріупольських патрульних склали присягу, серед них було 38 жінок. Начальником маріупольського патруля став Віталій Горкун, присяга в Маріуполі була останньою в Україні. На той час було створено 28 управлінь патрульної поліції, які досі працюють у 32 містах. Кількість патрульних була майже 13 тисяч співробітників.

### Законопроєкти щодо поліції
Співавтор Проєкту Закону про внесення змін до Закону України «Про Національну поліцію» (щодо ідентифікації поліцейських);
Співавтор Проєкту Закону про внесення змін до Закону України «Про Національну гвардію» (щодо ідентифікації військовослужбовців Національної гвардії України під час виконання ними завдань із охорони громадського порядку та забезпечення громадської безпеки);
Співавтор Проєкту Закону про внесення змін до статті 34 Закону України «Про дорожній рух» (щодо здійснення відомчої реєстрації та обліку транспортних засобів, які належать Національній поліції України);
Співавтор Проєкту про внесення зміни до пункту 4 розділу XXI «Прикінцеві та перехідні положення» Митного кодексу України (щодо реалізації проєкту заміни рухомого складу Національної поліції України).

### Кандидат на посаду Голови Національної поліції України
У грудні 2016 року Міністр МВС Аваков оголосив конкурс на посаду глави Національної поліції України, Найєм підтвердив, що мав бажання висунути свою кандидатуру. Умови конкурсу були прописано в такий спосіб, що не давали можливості Мустафі взяти участь у відборі: безпосередній відбір і призначення глави відбулося після 2017 року. А відповідно до закону «Про Національну поліцію України» вимоги до глави НПУ до 31 грудня 2016 року і після відрізнялися[джерело?]. Із 1 січня 2017 року до стандартного набору про освіту та стаж роботи додавалися дві істотні вимоги: вища повна юридична освіта та стаж роботи у сфері права не менше семи років.
Так як на той час Найєм не мав вищої юридичної освіти та стажу роботи в галузі права, тому він не зміг взяти участь у відборі. Натомість, Мустафа розробив програму своїх бачень та заходів, які б він зробив, очолюючи поліцію, — «40 шагов главы Национальной полиции Украины», потім скоротивши їх до 13 пунктів.

### Розгін «наметового містечка» під Верховною Радою України
17 жовтня 2017 року в Києві під будівлею Верховної Ради розпочалася акція «Всеукраїнський збір» за «велику політичну реформу». Серед ініціаторів акції були Мустафа, Єгор Соболєв, представники партій «Свобода», «Національний корпус», «Самопоміч», «Громадянська позиція» та ін. Організаторами акції було висунуто три вимоги:
- скасувати депутатську недоторканність;
- змінити виборче законодавство, зробивши партійні списки відкритими;
- створити антикорупційний суд.

На протести прийшло 5 тисяч осіб, учасники пронесли під Раду намети та 3 березня 2018 року розбили табір. Зранку поліцейські та військовослужбовці Нацгвардії під приводом виконання судового рішення зайшли до наметового містечка, вивели практично всіх присутніх прибрали намети, паркани, барикади та завали. В результаті 13 мітингувальників отримали тяжкі ушкодження та 7 правоохоронців отримали травми. 111 осіб було доправлено до двох райвідділів поліції в статусі свідків, на чотирьох таких осіб були складені адмінпротоколи. Найєм назвав дії співробітників поліції незаконними. Найєм лобіював прийняття закону про ідентифікацію поліцейських № 5700 та військовослужбовців Національного управління № 5701.
Також він лобіював прийняття міжнародних норм роботи співробітників поліції на рівні внутрішніх документів МВС та Національної поліції, в тому числі Статуту Національних поліцій та Інструкцій з охорони порядку під час масових заходів.
Мустафою було ініційовано розслідування щодо дій співробітників поліції 3 березня 2018 року і розгляду цього питання на засіданні профільного комітету Верховної Ради.

## Global Office
2015 рік — став співзасновником «Global Office» — громадської організації, яка займається сприянням інформаційної, політичної, економічної, культурної та соціальної інтеграції України у світовий простір, а також її внутрішньої інтеграції.
Організація виникла на базі ініціативи GoGlobal, заснованої на початку 2015 року, і наразі об'єднує партнерів, серед яких посольства, державні органи центральної влади, міжнародні організації, культурні центри, мовні школи, аналітичні центри.
Global Office реалізовує проєкти у двох напрямках:
1. GoEast (інформаційна, інфраструктурна та політична інтеграція прифронтових територій Донецької та Луганської областей у всеукраїнський простір);
2. GoGlobal (популяризація вивчення іноземних мов, волонтерського руху в Україні, сприяння міжкультурному діалогу та громадянській дипломатії).

В рамках проєкту GoGlobal 2016 року було проєкт GoCamp — всеукраїнський проєкт пришкільних мовних таборів нового формату з іноземними волонтерами.
Проєкт GoCamp East (літній англомовний табір у Київській області) у 2016 році налічував більше 300 дітей, що проживають на прифронтових територіях.
27 липня 2018 року на території дитячого оздоровчого центру «Дніпро» (Київська область, смт Козин) був проведений GoCamp East — інноваційний англомовний табір для учнів шкіл, що знаходяться поблизу лінії зіткнення. Загалом у таборі взяли участь близько 600 дітей із 24 шкіл Донецької та Луганської областей
Завдяки проєкту GlobalOffice 28 травня 2016 року було проведено найбільший урок англійської мови в Україні. У ньому одночасно взяли участь 6000 людей у 65 містах.
31 серпня 2016 року у Маріуполі відбулося відкриття Центру надання адміністративних послуг. Відкрили ЦНАП Президент Порошенко та посол США в Україні Марі Йованович. Global Office розробив дизайн центру та проєктно-коштористну документацію для його побудови.

## Цікаві факти
- У травні 2013 року Мустафа Найєм, як незалежний член міжнародного журі конкурсу блогів «The Bobs», номінував блог Олени Білозерської. Однак після протестів промосковських[джерело?] і прокомуністичних[джерело?] організацій організатори конкурсу «The Bobs» скасували премію номінації «Найкращий україномовний блог»[72] через те, «що в записах блогу, опублікованих кілька років тому, містяться право-популістські повідомлення, що не відповідає критеріям конкурсу та ідеології Deutsche Welle»[73].
- 2016 року сторінка у Facebook Мустафи Найєма увійшла до списку найкращих рейтингу 100 блогерів України[74].

Провадить освітню діяльність та є лектором у таких закладах:
- Український католицький університет[75];
- Національна академія внутрішніх справ[76];
- Департамент патрульної поліції[77] (тренінги для майбутніх співробітників департаменту щодо комунікацій з журналістами);
- Національне антикорупційне бюро України (стратегічні комунікації).

Також викладає в таких освітніх установах:
- Civil and Political School (школа публічного адміністрування)[78];
- Українська академія лідерства (програма персонального та суспільного розвитку)[79];
- Kyiv School of Economics (KSE)[80]

## Книга
11 вересня 2014 року на Форумі видавців у Львові презентував книгу на основі розповідей Юрія Луценка про його ув'язнення — «По обидва боки колючого дроту». Книга була видана у видавництві А-БА-БА-ГА-ЛА-МА-ГА.

## Нагороди

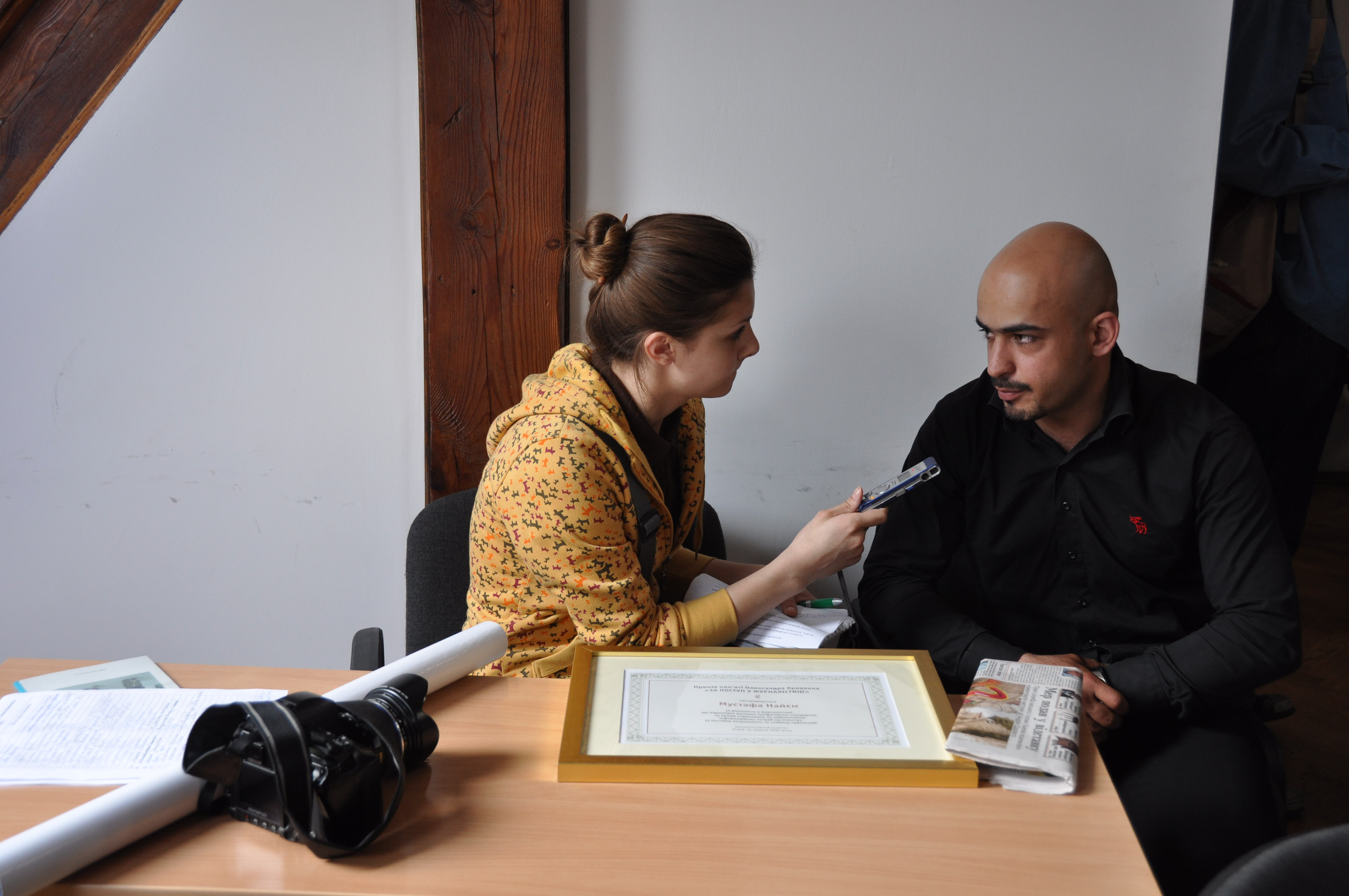
Дає інтерв'ю після отримання премії ім. Олександра Кривенка

- 14 травня 2010 Мустафа Найєм отримав премію «За поступ у журналістиці» імені Олександра Кривенка[82].
- У жовтні 2014 року в Брюселі був номінований на премію Сахарова «За свободу думки»[83].
- 2014 року був визнаний лауреатом Премії імені Герда Буцеріуса «Вільна преса Східної Європи[ru]» Intajour (Міжнародної академії журналістики)[84] за прозоре висвітлення інформації про політичні протести в Україні.
- 2014 року отримав нагороду «Ion Ratiu Democracy Award» за ідеї, спрямовані на благо Української демократії[85].
- У березні 2016 року був названий одним з Young Global Leaders (молоді лідери з усього світу, яких обрано учасниками щорічного форуму World Economic Forum в Давосі (Швейцарія)[86].

## Сім'я
- Батько — Мухаммад Наїм — заступник міністра освіти Афганістану у 1976 році.[джерело?]
- Мати — Розаї Латіфа, викладачка математики. Померла в грудні 1984 року після народження молодшого сина — Масі-Мустафи.
- Брат — Масі-Мустафа Найєм (юрист, власник юридичної компанії «Міллер». Під час участі в АТО — командир взводу 122-го батальйону 81-ї бригади повітряно-десантних військ ЗСУ).
- Сестра — художниця Маріам Латіфа.
- Син — Марк-Міхей Найєм.[джерело?]

## Інциденти
30 липня 2012 року, за свідченням Найєма, його побила охорона одного з делегатів з'їзду Партії регіонів після того, як машина супроводу цього делегата підрізала мотоцикл Найєма. Міліція відмовилася порушувати кримінальну справу.
3 жовтня 2017 року Найєм в рамках круглого столу щодо виборів на Донбасі заявив, що виступає за вибіркове надання права голосу на місцевих виборах переселенцям, тому що серед них є прихильники сепаратистів.[джерело?]
19 травня 2019 року в Одеському літньому театрі, де зібрався протест проти будівництва концертного майданчику, невідомі вилили на Найєма відро з нечистотами. Пізніше поліція затримала двох людей за підозрою.
26 травня 2025 року Найєм отримав покарання за водіння у стані алкогольного сп'яніння, відповідне рішення ухвалив Печерський суд 13 травня.